# Silvinit

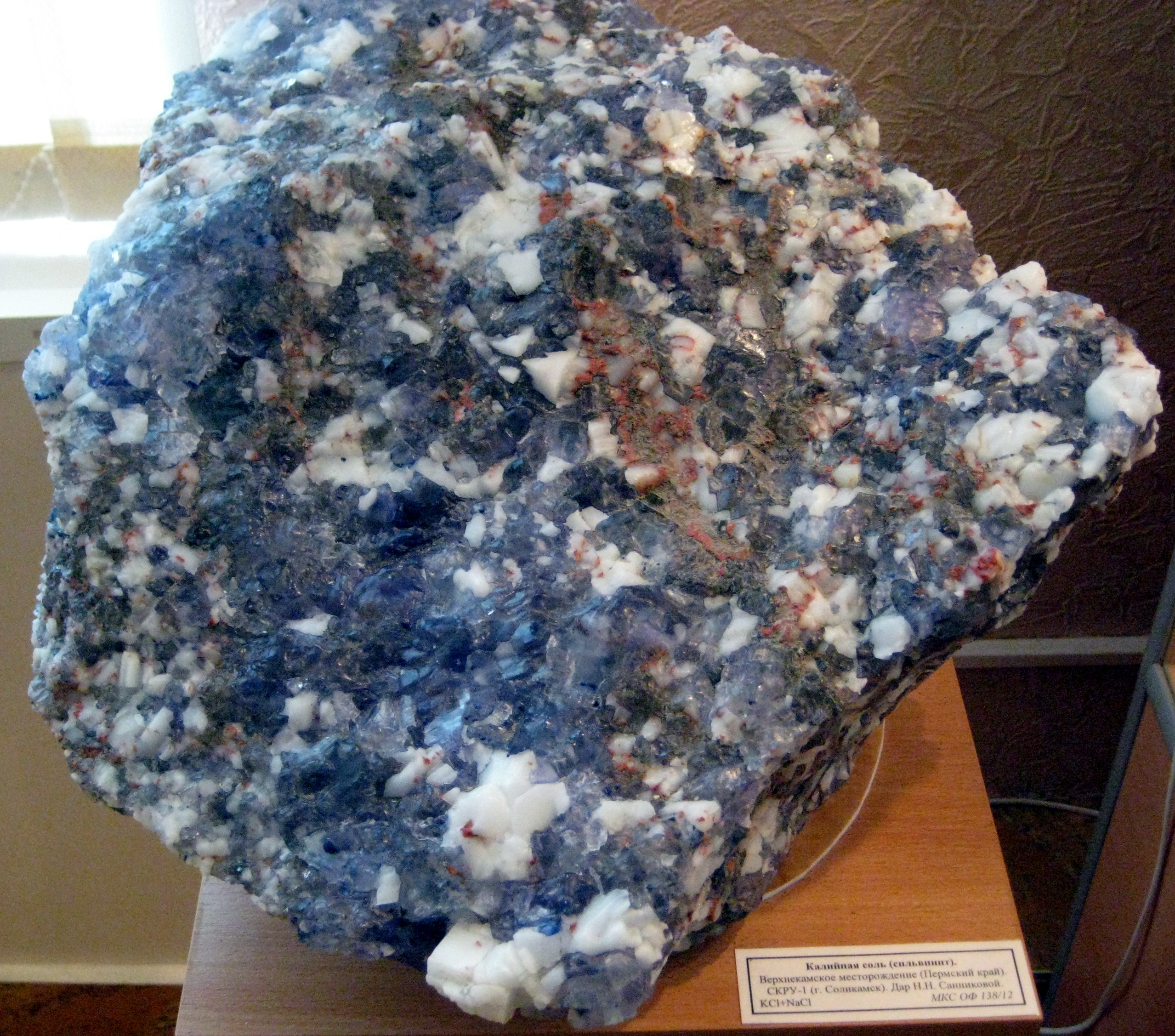

Silvinitul este o rocă sedimentară amestec natural de silvină (KCl) și sare gemă (NaCl), cristalizat în sistem cubic; care se găsește în unele zăcăminte de săruri de potasiu și este întrebuințat ca îngrășământ agricol.